# Maciej Zalas
Maciej Adam Zalas – polski chemik, dr hab. nauk chemicznych, pracownik naukowy Zakładu Chemii Supramolekularnej  Wydziału Chemii Uniwersytetu im. Adama Mickiewicza w Poznaniu.

## Życiorys
W 2003 r. ukończył studia chemiczne na Uniwersytecie im. Adama Mickiewicza, w 2007 r. obronił pracę doktorską pt. Fotokatalityczne otrzymywanie wodoru, której promotorem był prof. Marek Łaniecki, w 2017 r. habilitował się na podstawie pracy zatytułowanej Otrzymywanie i charakterystyka związków i materiałów do zastosowań fotoenergetycznych. Pracował na stanowisku adiunkta w Zakładzie Chemii Supramolekularnej na Wydziale Chemii Uniwersytetu im. Adama Mickiewicza.
Należy do Rady Dyscypliny Naukowej – Nauk Chemicznych Uniwersytetu im. Adama Mickiewicza w Poznaniu.